# Jill of the Jungle
Jill of the Jungle es una trilogía de videojuegos de plataforma de 1992 realizada por Epic MegaGames. Los tres episodios en la trilogía son Jill of the Jungle, Jill Goes Underground y Jill Saves the Prince. Aunque cada juego fue liberado por separado, luego se juntaron en la Trilogía Completa un año más tarde. Los tres juegos están libremente disponibles en Internet Archive.

## Gameplay
Jugamos como una Amazona que puede utilizar varios tipos de armas y trucos cuando progresa a través de niveles matando monstruos y encontrando llaves. El primer episodio contiene 15 niveles, incluyendo un nivel de bonificación. El segundo episodio tiene 20 niveles secuenciales. El tercer episodio cambia la perspectiva para verse desde arriba y consta de 15 niveles.
Jill usa llaves y puede transformarse en criaturas diferentes. El mismo motor gráfico es utilizado en toda la trilogía, pero el traje de Jill es recoloreado en cada episodio (verde en Episodio 1, rojo en Episodio 2, y azul en Episodio 3). Cada episodio tiene varias pistas de música únicas y efectos de sonido pero algunas canciones y sonidos están compartidos entre dos episodios diferentes.

## Desarrollo
Tim Sweeney quiso hacer un juego donde la heroína fuese una mujer de acción. El juego empezó como un editor de niveles. Careciendo de las habilidades para hacer el arte y la música, Sweeney contrató a cuatro personas. Allen Peregrino construyó el motor de juego en C++. Aunque no está documentado, el editor de niveles puede ser accedido pulsando CONTROL+E en el menú principal.

## Recepción
Poco después de su liberación, Jill de la Jungla vendió 20 a 30 copias diariamente. El éxito de ventas permitió a Epic producir títulos como Jazz Jackrabbit, One Must Fall, y la serie Unreal.

## Legado
El motor de Jill Saves the Prince fue usado para un videojuego de temática cristiana llamado Onesimus: A Quest for Freedom, inspirado en la epístola a Filemón de la Biblia con Onesimus como protagonista.. 
El juego de Epic MegaGames de 1993 Epic Pinball tenía un tablero de Jill llamado "Jungle Pinball".